# Лісолюб піренейський
Лісолюб піренейський (Hylocomiastrum pyrenaicum) — вид мохів порядку гіпнобрієвих (Hypnales).

## Поширення
Ареал охоплює такі частини світу: Європа, Північна Америка, Азія.
Населяє ґрунт, гумус, старі колоди, скелі у вологих лісах, рідше болотах і тундрі, часто вздовж струмків або біля водоспадів; на висотах від 0 до 3000 метрів.

## Характеристика

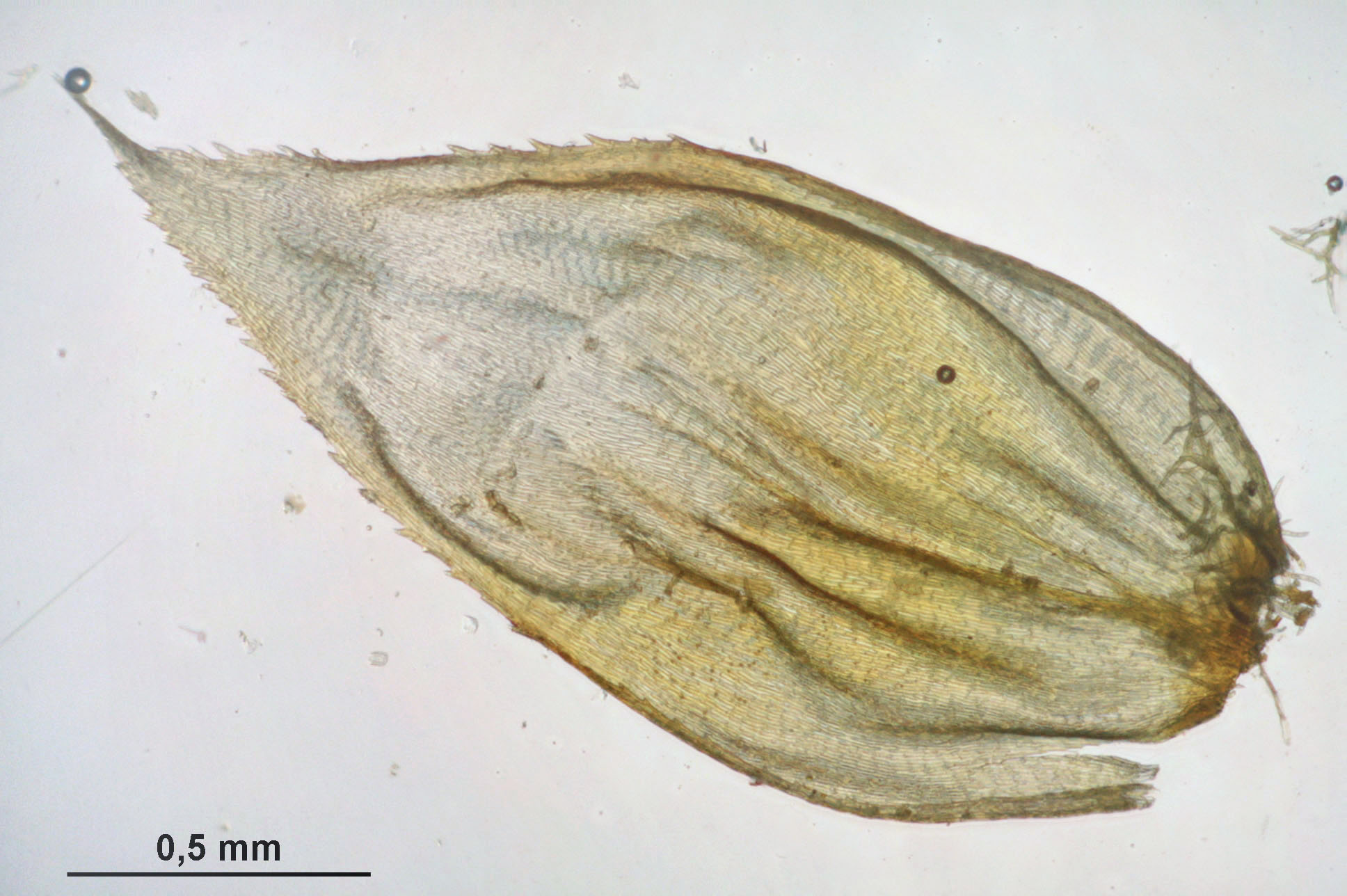

Рослини до 12 см, м'які. Стебла завширшки 1–3 мм, нерівномірно розгалужені до пухко 1-перистих. Стеблові листки нещільно складчасті, до верхівок стебла стають щільнішими, від яйцеподібних до еліптично-яйцюватих, дещо увігнуті, 1.5–2.5 × 1–1.4 мм; краї від зубчастих до майже цілих проксимально, зубчасті дистально; верхівка різко звужена. Листя гілок черепицеві, яйцювато-ланцетні до ланцетних, 1.3–2 × 0.4–0.9 мм. Коробочкові ніжки 1–3 см. Коробочка яйцеподібна, 1.3–1.8 мм.